# Tobias Hume
Tobias Hume (tra il 1569 e il 1575 – 1645) è stato un gambista e compositore inglese.

## Biografia
Poco si conosce della vita di Tobias Hume. Si suppone che sia nato fra il 1569 e il 1575. La data del 1569 viene suggerita in quanto all'epoca occorreva avere 60 anni per essere ammessi alla Charterhouse di Londra, luogo per i pensionati dell'esercito, dove egli entrò nel 1629 come fratello povero.
Hume fu un soldato professionista, noto per la sua rudezza e forse mercenario, ufficiale sia dell'esercito Svedese che di quello Russo. La musica era il suo diletto. Pubblicò due raccolte musicali: Musicall Humors (1605) e Captaine Hume's Poeticall Musicke (1607).
Fu certamente un virtuoso della viola da gamba, contro la moda dominante del liuto. Questo indusse John Dowland a pubblicare un rifiuto e una confutazione delle idee di Hume. Ma fu anche noto come burlone, a causa soprattutto dei commenti e delle illustrazioni che inseriva nelle sue pubblicazioni musicali.
Fu il primo compositore conosciuto a fare uso, nella raccolta The First Part of Ayres (1605),  della tecnica col legno.

## Composizioni

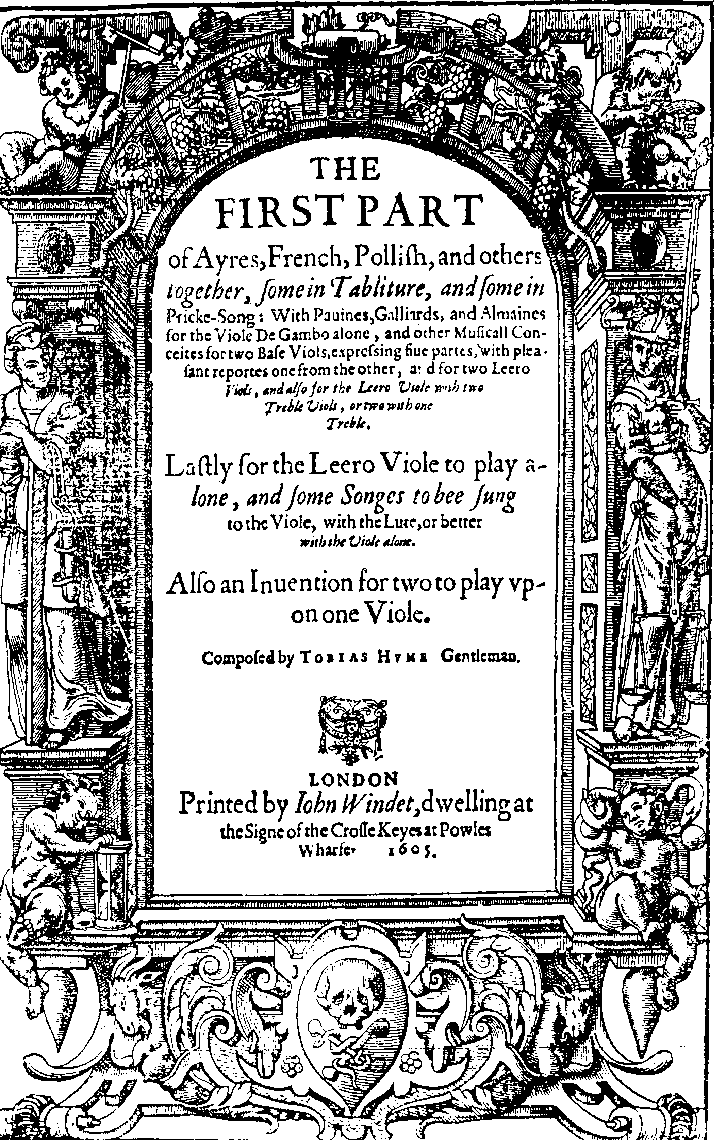
Frontespizio di The First Part of Ayres (1605).

Pubblicò due raccolte di brani musicali:
- La prima, del 1605, ha per titolo The first Part of Ayres (o Musicall Humors) ed è dedicata a un folto gruppo di Lord ed aristocratici vari. Contiene 117 brani, di cui uno per lyra viol : numerosi brani "a soggetto" oltre che Pavane, Gagliarde, Arie, Allemande, ecc.
- La seconda, del 1607, dal titolo Captain Humes Poeticall Musicke è dedicata alla Regina Anna, e comprende 25 brani per viola e liuto.

Al termine delle due raccolte sono presenti dei brani per voce solista.

## Discografia
- 1982 - Musicall Humors, 1605, Jordi Savall (Astrée)
- 1985 - Captaine Humes Poeticall Musicke, London 1607 - The First Part of Ayres, London 1605, Hespèrion XX, dir. Jordi Savall (Deutsche Harmonia Mundi)
- 1997 - Captain Humes Poeticall Musicke, vol. 1, Les Voix Humaines. Stephen Stubbs, Daniel Taylor e altri (Naxos)
- 1997 - Captain Humes Poeticall Musicke, vol. 2, Les Voix Humaines. Stephen Stubbs, Daniel Taylor e altri (Naxos)
- 2004 - Musicall Humours, Londres 1605, Jordi Savall (Alia Vox)
- 2005 - Inediti di T. Hume Bruno Re (Velut Luna CVLD 121